# 일본국 헌법 제73조
일본국 헌법 제73조(일본어: 日本国憲法第73条)은 일본국 헌법 제5장 "내각"의 조문 중 하나이다. 내각의 직무에 대해 규정하고 있다.

## 조문
일본국 헌법 제73조
내각은 다른 일반 행정사무 외 다음의 사무를 행한다.
1. 법률을 성실히 집행하고 국무를 총리하는 일.
2. 외교 관계를 처리하는 일.
3. 조약을 체결하는 일. 단 사전에, 또는 시의(時宜)에 따라서는 사후에 국회의 승인을 거침을 필요로 한다.
4. 법률이 정하는 기준에 따라 관리에 관한 사무를 관장하는 일.
5. 예산을 작성하여 국회에 제출하는 일.
6. 이 헌법 및 법률의 규정을 실시하기 위하여 정령을 제정하는 일. 단 정령에는, 특히 그 법률의 위임이 있는 경우를 제외하고는 벌칙을 둘 수 없다.
7. 대사(大赦), 특사, 감형, 형 집행의 면제 및 복권을 결정하는 일.

## 해설
내각의 구체적인 직무 범위에 대해 규정하고 있다.